# Yunohamella serpatusa
Espèce
Synonymes
- Theridion serpatusum Guan & Zhu, 1993
- Theridion tigrae Esyunin & Efimik, 1996

Yunohamella serpatusa est une espèce d'araignées aranéomorphes de la famille des Theridiidae.

## Distribution
Cette espèce animale se rencontre en Chine au Liaoning, en Russie de l'Oural au Kraï du Primorié et en Corée du Sud au Gangwon,.

## Description
Le mâle décrit par Seo en 2015 mesure 2,48 mm.

## Publication originale
- Zhu, Gao & Guan, 1993 : Notes on the four new species of comb-footed spiders of the forest regions Liaoning, China (Araneae: Theridiidae). Journal of Liaoning Normal University. Natural Science Edition, vol. 20, p. 89-94.